# U-17-Fußball-Weltmeisterschaft der Frauen 2018
Die U-17-Fußball-Weltmeisterschaft der Frauen 2018 (offiziell 2018 FIFA U-17 Women’s World Cup) war die sechste Ausspielung dieses Wettbewerbs für Fußballspielerinnen unter 17 Jahren (Stichtag: 1. Januar 2001) und fand vom 13. November bis 1. Dezember 2018
in Uruguay statt. Das Turnier wurde vom FIFA-Rat am 10. Mai 2016 an Uruguay vergeben. Titelverteidiger war Nordkorea, das 2016 zum zweiten Mal den Titel gewann und damit Rekordsieger wurde.
Es war das erste FIFA-Frauenturnier, das in Uruguay stattfand und für die Uruguayerinnen nach 2012 die zweite Teilnahme. Am Turnier nahmen 16 Mannschaften teil, die zunächst in vier Gruppen und danach im K.-o.-System gegeneinander antraten.
Mit Spanien, zuvor einmal Zweiter und zweimal Dritter, gewann zum zweiten Mal eine europäische Mannschaft. Mexiko, Neuseeland und Kanada erreichten erstmals einen Platz unter den besten vier Mannschaften.

## Qualifikation
Die Aufteilung der Startplätze erfolgte am 11. November 2016.
Die Qualifikation in Asien fand bei der U-16-Asienmeisterschaft in Chon Buri (Thailand) vom 10. bis 23. September 2017 statt. Acht Mannschaften nahmen an der Endrunde teil, die zuerst in zwei Gruppen à vier Teams spielten, wovon die Gruppensieger und -zweiten das Halbfinale erreichten. Durch das Erreichen des Finales konnten sich Titelverteidiger Nordkorea und die Juniorinnen aus Südkorea sowie Japan als Dritter für die WM qualifizieren. Für Nordkorea und Japan ist es die sechste, für Südkorea die dritte Teilnahme. Alle drei konnten mindestens einmal den WM-Titel gewinnen.
Die drei Teilnehmer, welche die UEFA stellt, wurden bei der U-17-Europameisterschaft der Frauen vom 9. bis zum 21. Mai 2018 in Litauen ermittelt. Deutschland und Spanien qualifizierten sich am 18. Mai durch das Erreichen des Finales, Finnland sicherte sich am 21. Mai den dritten europäischen Startplatz im Spiel um Platz 3 gegen England.
Als Qualifikationsturnier für die CONCACAF-Zone diente die CONCACAF U-17-Meisterschaft, die im April 2018 in Nicaragua begann, nach Unruhen in Nicaragua nach sechs Spielen abgebrochen wurde und im Juni in den Vereinigten Staaten fortgesetzt wurde. An der Endrunde nahmen acht Mannschaften teil. Die beiden Finalisten sowie die drittplatzierte Mannschaft qualifizierten sich für die WM.
Die südamerikanischen Teilnehmer wurden bei der U-17-Fußball-Südamerikameisterschaft der Frauen in Argentinien im März 2018 ermittelt. Zehn Mannschaften konnten an der Endrunde teilnehmen. Es qualifizierten sich die beiden erstplatzierten Mannschaften der Finalrunde für die WM. Zudem ist Uruguay als Gastgeber automatisch qualifiziert. Brasilien und Kolumbien sicherten sich die Startplätze.
Die drei Vertreter aus Afrika wurden in einer Vor- und zwei Qualifikationsrunden ermittelt, welche jeweils in Hin- und Rückspiel ausgetragen wurden. In der Vorrunde traten zehn Mannschaften vom 13. bis 15. und 27. bis 29. Oktober 2017 an. Die Sieger trafen in der ersten Runde auf sieben weitere Mannschaften. In der zweiten Runde trafen dann die sechs Sieger der ersten Runde in drei Paarungen aufeinander. Die drei Sieger der zweiten Runde qualifizierten sich für die WM-Endrunde. Im Februar 2018 qualifizierten sich Ghana, Kamerun und Südafrika. Ghana hat an allen vorherigen Austragungen teilgenommen, für Kamerun und Südafrika ist es die zweite Teilnahme.
Als Vertreter aus Ozeanien nahm zum sechsten Mal die U-17-Frauen-Nationalmannschaft aus Neuseeland teil, die die vom 4. bis 18. August 2017 ausgetragene U-17-Ozeanienmeisterschaft mit 47:1 Toren in fünf Spielen gewann und sich damit als erste Mannschaft sportlich für die WM qualifizierte.

### Qualifizierte Mannschaften
- Uruguay – Gastgeber
- Brasilien – Sieger der U-17-Südamerikameisterschaft 2018
- Kolumbien – Zweiter der U-17-Südamerikameisterschaft 2018
- Deutschland – Finalist der U-17-Europameisterschaft 2018
- Spanien – Finalist der U-17-Europameisterschaft 2018
- Finnland – Dritter der U-17-Europameisterschaft 2018
- Nordkorea – Sieger der U-16-Asienmeisterschaft 2017
- Südkorea – Zweiter der U-16-Asienmeisterschaft 2017
- Japan – Dritter der U-16-Asienmeisterschaft 2017
- Ghana
- Kamerun
- Südafrika
- Neuseeland – Sieger der U-17-Ozeanienmeisterschaft 2017
- Mexiko – Zweiter der U-17-CONCACAF-Meisterschaft
- USA – Sieger der U-17-CONCACAF-Meisterschaft
- Kanada – Dritter der U-17-CONCACAF-Meisterschaft

## Spielorte
Das Turnier fand in den drei Spielorten Montevideo, Maldonado und Colonia statt.
| Montevideo |

| Maldonado |

| Colonia |

## Gruppenauslosung
Die Auslosung der vier Gruppen fand am 30. Mai 2018 in Zürich statt. Dazu wurden vier Lostöpfe gebildet:
- Topf 1: Uruguay, Japan, Nordkorea DVR und Spanien
- Topf 2: Deutschland, Ghana, CONCACAF 1, CONCACAF 2
- Topf 3: Brasilien, Neuseeland, CONCACAF 3, Südkorea
- Topf 4: Kolumbien, Südafrika, Kamerun, Finnland

Die CONCACAF-Vertreter standen erst am 12. Juni fest. Uruguay wurde automatisch Gruppe A auf Position 1 zugeordnet. Keiner Gruppe durfte mehr als ein Vertreter einer Konföderation zugelost werden.

## Vorrunde
Die Anstoßzeiten sind in Ortszeit angegeben. Uruguay liegt in Zeitzone UTC−3.

### Gruppe A
| Pl. | Land       | Sp. | S | U | N | Tore    | Diff. | Punkte |
| --- | ---------- | --- | - | - | - | ------- | ----- | ------ |
| 1.  | Ghana      | 3   | 3 | 0 | 0 | 010:100 | +9    | 09     |
| 2.  | Neuseeland | 3   | 2 | 0 | 1 | 003:300 | ±0    | 06     |
| 3.  | Finnland   | 3   | 0 | 1 | 2 | 002:500 | −3    | 01     |
| 4.  | Uruguay    | 3   | 0 | 1 | 2 | 002:800 | −6    | 01     |

|                                                                               |   |            |           |
| Di, 13. Nov. 2018 um 16:00 Uhr in Montevideo (Estadio Charrúa)                |   |            |           |
| Neuseeland                                                                    | – | Finnland   | 1:0 (1:0) |
| Di, 13. Nov. 2018 um 19:00 Uhr in Montevideo(Estadio Charrúa)                 |   |            |           |
| Uruguay                                                                       | – | Ghana      | 0:5 (0:2) |
| Fr, 16. Nov. 2018 um 16:00 Uhr in Montevideo (Estadio Charrúa)                |   |            |           |
| Finnland                                                                      | – | Ghana      | 1:3 (0:2) |
| Fr, 16. Nov. 2018 um 19:00 Uhr in Montevideo (Estadio Charrúa)                |   |            |           |
| Uruguay                                                                       | – | Neuseeland | 1:2 (1:2) |
| Di, 20. Nov. 2018 um 17:00 Uhr in Maldonado (Estadio Domingo Burgueño Miguel) |   |            |           |
| Finnland                                                                      | – | Uruguay    | 1:1 (0:0) |
| Di, 20. Nov. 2018 um 17:00 Uhr in Montevideo (Estadio Charrúa)                |   |            |           |
| Ghana                                                                         | – | Neuseeland | 2:0 (0:0) |

### Gruppe B
| Pl. | Land      | Sp. | S | U | N | Tore    | Diff. | Punkte |
| --- | --------- | --- | - | - | - | ------- | ----- | ------ |
| 1.  | Japan     | 3   | 1 | 2 | 0 | 007:100 | +6    | 05     |
| 2.  | Mexiko    | 3   | 1 | 2 | 0 | 002:100 | +1    | 05     |
| 3.  | Brasilien | 3   | 1 | 1 | 1 | 004:200 | +2    | 04     |
| 4.  | Südafrika | 3   | 0 | 1 | 2 | 001:100 | −9    | 01     |

|                                                                               |   |           |           |
| Di, 13. Nov. 2018 um 14:00 Uhr in Maldonado (Estadio Domingo Burgueño Miguel) |   |           |           |
| Brasilien                                                                     | – | Japan     | 0:0       |
| Di, 13. Nov. 2018 um 17:00 Uhr in Maldonado (Estadio Domingo Burgueño Miguel) |   |           |           |
| Mexiko                                                                        | – | Südafrika | 0:0       |
| Fr, 16. Nov. 2018 um 14:00 Uhr in Maldonado (Estadio Domingo Burgueño Miguel) |   |           |           |
| Japan                                                                         | – | Südafrika | 6:0 (4:0) |
| Fr, 16. Nov. 2018 um 17:00 Uhr in Maldonado (Estadio Domingo Burgueño Miguel) |   |           |           |
| Mexiko                                                                        | – | Brasilien | 1:0 (1:0) |
| Di, 20. Nov. 2018 um 14:00 Uhr in Maldonado (Estadio Domingo Burgueño Miguel) |   |           |           |
| Japan                                                                         | – | Mexiko    | 1:1 (1:0) |
| Di, 20. Nov. 2018 um 14:00 Uhr in Montevideo (Estadio Charrúa)                |   |           |           |
| Südafrika                                                                     | – | Brasilien | 1:4 (0:0) |

### Gruppe C
| Pl. | Land        | Sp. | S | U | N | Tore    | Diff. | Punkte |
| --- | ----------- | --- | - | - | - | ------- | ----- | ------ |
| 1.  | Deutschland | 3   | 2 | 0 | 1 | 008:200 | +6    | 06     |
| 2.  | Nordkorea   | 3   | 2 | 0 | 1 | 006:500 | +1    | 06     |
| 3.  | Kamerun     | 3   | 1 | 0 | 2 | 002:500 | −3    | 03     |
| 4.  | USA         | 3   | 1 | 0 | 2 | 003:700 | −4    | 03     |

|                                                                              |   |             |           |
| Mi, 14. Nov. 2018 um 14:00 Uhr in Colonia (Estadio Profesor Alberto Suppici) |   |             |           |
| USA                                                                          | – | Kamerun     | 3:0 (2:0) |
| Mi, 14. Nov. 2018 um 17:00 Uhr in Colonia (Estadio Profesor Alberto Suppici) |   |             |           |
| Nordkorea                                                                    | – | Deutschland | 1:4 (0:2) |
| Sa, 17. Nov. 2018 um 14:00 Uhr in Colonia (Estadio Profesor Alberto Suppici) |   |             |           |
| USA                                                                          | – | Nordkorea   | 0:3 (0:2) |
| Sa, 17. Nov. 2018 um 17:00 Uhr in Colonia (Estadio Profesor Alberto Suppici) |   |             |           |
| Deutschland                                                                  | – | Kamerun     | 0:1 (0:0) |
| Mi, 21. Nov. 2018 um 17:00 Uhr in Montevideo (Estadio Charrúa)               |   |             |           |
| Deutschland                                                                  | – | USA         | 4:0 (2:0) |
| Mi, 21. Nov. 2018 um 17:00 Uhr in Colonia (Estadio Profesor Alberto Suppici) |   |             |           |
| Kamerun                                                                      | – | Nordkorea   | 1:2 (1:1) |

### Gruppe D
| Pl. | Land      | Sp. | S | U | N | Tore    | Diff. | Punkte |
| --- | --------- | --- | - | - | - | ------- | ----- | ------ |
| 1.  | Spanien   | 3   | 2 | 1 | 0 | 010:100 | +9    | 07     |
| 2.  | Kanada    | 3   | 2 | 0 | 1 | 005:500 | ±0    | 06     |
| 3.  | Kolumbien | 3   | 0 | 2 | 1 | 002:500 | −3    | 02     |
| 4.  | Südkorea  | 3   | 0 | 1 | 2 | 001:700 | −6    | 01     |

|                                                                              |   |           |           |
| Mi, 14. Nov. 2018 um 16:00 Uhr in Montevideo (Estadio Charrúa)               |   |           |           |
| Südkorea                                                                     | – | Spanien   | 0:4 (0:1) |
| Mi, 14. Nov. 2018 um 19:00 Uhr in Montevideo (Estadio Charrúa)               |   |           |           |
| Kanada                                                                       | – | Kolumbien | 3:0 (0:0) |
| Sa, 17. Nov. 2018 um 16:00 Uhr in Montevideo (Estadio Charrúa)               |   |           |           |
| Südkorea                                                                     | – | Kanada    | 0:2 (0:0) |
| Sa, 17. Nov. 2018 um 19:00 Uhr in Montevideo (Estadio Charrúa)               |   |           |           |
| Kolumbien                                                                    | – | Spanien   | 1:1 (0:0) |
| Mi, 21. Nov. 2018 um 14:00 Uhr in Montevideo (Estadio Charrúa)               |   |           |           |
| Spanien                                                                      | – | Kanada    | 5:0 (3:0) |
| Mi, 21. Nov. 2018 um 14:00 Uhr in Colonia (Estadio Profesor Alberto Suppici) |   |           |           |
| Kolumbien                                                                    | – | Südkorea  | 1:1 (0:1) |

## Finalrunde

### Viertelfinale
|                                                                                       |   |            |                      |
| Samstag, 24. November 2018 um 14:00 Uhr in Colonia (Estadio Profesor Alberto Suppici) |   |            |                      |
| Spanien                                                                               | – | Nordkorea  | 1:1 (0:0), 3:1 i. E. |
| Samstag, 24. November 2018 um 17:00 Uhr in Colonia (Estadio Profesor Alberto Suppici) |   |            |                      |
| Japan                                                                                 | – | Neuseeland | 1:1 (1:1), 3:4 i. E. |
| Sonntag, 25. November 2018 um 16:00 Uhr in Montevideo (Estadio Charrúa)               |   |            |                      |
| Ghana                                                                                 | – | Mexiko     | 2:2 (0:0), 2:4 i. E. |
| Sonntag, 25. November 2018 um 19:00 Uhr in Montevideo (Estadio Charrúa)               |   |            |                      |
| Deutschland                                                                           | – | Kanada     | 0:1 (0:0)            |

### Halbfinale
|                                                                          |   |         |           |
| Mittwoch, 28. November 2018 um 16:00 Uhr in Montevideo (Estadio Charrúa) |   |         |           |
| Neuseeland                                                               | – | Spanien | 0:2 (0:1) |
| Mittwoch, 28. November 2018 um 19:00 Uhr in Montevideo (Estadio Charrúa) |   |         |           |
| Mexiko                                                                   | – | Kanada  | 1:0 (1:0) |

### Spiel um Platz 3
|                                                                        |   |        |           |
| Samstag, 1. Dezember 2018 um 16:00 Uhr in Montevideo (Estadio Charrúa) |   |        |           |
| Neuseeland                                                             | – | Kanada | 2:1 (2:0) |

### Finale
|                                                                        |   |        |           |
| Samstag, 1. Dezember 2018 um 19:00 Uhr in Montevideo (Estadio Charrúa) |   |        |           |
| Spanien                                                                | – | Mexiko | 2:1 (2:1) |

## Schiedsrichterinnen
Insgesamt wurden 15 Schiedsrichter und 30 Schiedsrichterassistentinnen von der FIFA für das Turnier nominiert.
| Kontinentalverband | Schiedsrichterinnen                                                                           | Schiedsrichterassistentinnen |
| ------------------ | --------------------------------------------------------------------------------------------- | --- |
| AFC                | - Casey Reibelt - Yoshimi Yamashita                                                           | - Makoto Bozono - Lee Seul-gi - Naomi Teshirogi - Trương Thị Lệ Trinh |
| CAF                | - Salima Mukansanga                                                                           | - Bielignin Some - Fanta Kone |
| CONCACAF           | - Marie-Soleil Beaudoin - Lucila Venegas - Ekaterina Koroleva                                 | - Mayte Chávez - Enedina Caudillo - Princess Brown - Stephanie Yee Sing - Felisha Mariscal - Deleana Quan                                                                                                   |
| CONMEBOL           | - Laura Fortunato - Maria Carvajal - Olga Miranda                                             | - Mary Blanco Bolívar - Mariana de Almeida - Nilda Gamarra - María Rocco - Loreto Toloza - Leslie Vásquez                                                                                                   |
| OFC                | - Finau Vulivuli                                                                              | - Sarah Jones |
| UEFA               | - Riem Hussein - Monika Mularczyk - Anastassija Pustowoitowa - Sara Persson - Katalin Kulcsár | - Nicolet Bakker - Oleksandra Ardasheva - Julia Magnusson - Rocío Puente Pino - Jekaterina Kurotschkina - Kylie McMullan - Lisa Rashid - Lucie Ratajová - Mária Súkeníková - Mihaela Țepușă - Katalin Török |

## Beste Torschützinnen
| Rang | Spielerin         | Tore | Vorlagen | Spielminuten |
| ---- | ----------------- | ---- | -------- | ------------ |
| 1    | Mukarama Abdulai  | 7    | 1        | 360          |
| 2    | Clàudia Pina      | 5    | 1        | 450          |
| 3    | Irene Lopez       | 3    | 2        | 433          |
| 4    | Jordyn Huitema    | 3    | 0        | 337          |
| 5    | Nicole Pérez      | 3    | 0        | 450          |
| 6    | Millot Pokuaa     | 2    | 2        | 320          |
| 7    | Eva Navarro       | 2    | 2        | 340          |
| 8    | Gia Corley        | 2    | 1        | 243          |
| 9    | Shekiera Martinez | 2    | 1        | 287          |
| 10   | Kim Kyong-yong    | 2    | 1        | 321          |
| 11   | Sunshine Fontes   | 2    | 0        | 180          |
| 12   | Haruka Ōsawa      | 2    | 0        | 199          |
| 13   | Gisela Robledo    | 2    | 0        | 212          |
| 14   | Sara Ito          | 2    | 0        | 223          |
| 15   | Alice Kameni      | 2    | 0        | 270          |
| 16   | Kelli Brown       | 2    | 0        | 340          |